# 제3대 킬라닌 남작 마이클 모리스
제3대 킬라닌 남작 마이클 모리스(영어: Michael Morris, 3rd Baron Killanin, MBE, 1914년 7월 30일 ~ 1999년 4월 25일)는 영국에서 태어난 아일랜드의 저널리스트이자 작가, 스포츠 공무원이자 6대 국제 올림픽 위원회 (IOC)의 위원장이었다. 21세가 되어 킬라닌 경으로서 웨스트민스터궁에서 상원에 자신을 앉히는 데 허용한 영국 귀족 제도에서 그는 킬라닌 남작으로서 자신의 삼촌의 뒤를 이었다.

## 어린 시절
영국 런던에서 태어난 마이클 모리스는 골웨이주 코네마라 산지에 있는 스피덜 마을에서 온 아일랜드의 가톨릭 교도 조지 헨리 모리스 중령의 아들이다. 모리스 가족은 골웨이주의 종족들을 이루는 14개 가족들 중의 하나였다. 제1차 세계 대전이 일어난 동안 킬라닌의 부친은 아일랜드 근위 연대를 명령한 동안 1914년 9월 1일 프랑스 빌레르코트레에서 작전 중 전사하였다. 그의 조부는 1887년부터 1889년까지 아일랜드 지방 대법원에서 근무한 제1대 킬라닌 남작이었다.
그의 오스트레일리아 출신의 모친 도라 매리언 웨슬리 홀 (1891 ~ 1948)은 잉글랜드 출신의 제임스 웨슬리 홀 (1839 ~ 1901)과 본고장 출신 메리 도라 프레더리카 뎀스터 (1864 ~ 1895)의 둘째 딸이었다. 웨슬리 홀은 1886년부터 1891년까지 퀸즐랜드 식민지에서 유명한 마운트 모건 금광 회사의 초대 사장이었다. 그는 영국 헤리퍼드셔주 킹턴에서 제분업자 월터 홀과 엘리자베스 칼턴 스캐럿에게 태어났다. 킬라닌 경의 외조모 도라 홀은 빅토리아 식민지에서 은행 담당자 윌리엄 뎀스터와 마거릿 허버트 데이비스에게 태어났다.
킬라닌은 서머필즈 학교, 이턴 칼리지와 파리에서 소르본 대학교에서 교육을 받았고, 모들린 칼리지에서 수학하여 명성있는 풋라이트 드라마 클럽의 회장을 지냈다. 1930년대 중반에 그는 플릿 스트리트에서 저널리스트로서 자신의 경력을 시작하여 데일리 익스프레스, 데일리 스케치와 이어서 데일리 메일을 위하여 일하였다. 1937년 ~ 38년 기간에 중일 전쟁이 일어난 동안 그는 종군 기자였다.
1927년 7월 그는 제3대 킬라닌 남작이 되는 데 자신의 삼촌의 뒤를 이어 상원에 귀족제이면서 웨스트민스터궁에 상원에서 세습 의석이 주어졌다.

## 가족
킬라닌 경은 1945년 골웨이주 오우터러드의 (메리) 쉴라 캐스카트 던롭 (MBE, 1919 ~ 2007)에게 결혼하였다. 그녀는 1872년 더블린 볼스브리지 이웃에 랜스다운 로드 럭비장을 건설한 헨리 던롭의 손녀였다. 그녀의 부친은 오우터러드의 아일랜드 성공회의 의전사제 더글러스 라이얼 챈들러 던롭이었다. 킬라닌 남작 부부는 3명의 아들 - "레드"로도 알려진 조지 레드먼드, "마우스"로 알려진 마이클과 존, 그리고 딸 모니카 데보라를 두었다.

## 군사 경력
1938년 11월 젊은 킬라닌 경은 훗날의 데일리 텔레그래프의 편집자 빌 디즈, 음악가와 배우들이었던 친구들을 포함한 동료 저널리스트들을 보강하는 데 자신이 책임을 지던 영국 육군의 국방 의용군 연대 여왕 웨스트민스터스로 위탁되었다. 그는 소령 계급에 도달하였고, 1944년 노르망디 상륙과 오버로드 작전의 계획에 참전하여 제79 기갑 부대의 일부인 제30 기갑 여단의 부관으로서 활동하였다. 작전들의 과정으로 인하여 그는 대영 제국 훈장이 수여되었다. 제대 후, 그는 아일랜드로 갔다. 그는 1951년 자신의 국방 의용군 임무를 사임하였다.

## IOC 위원장
1950년 킬라닌 경은 아일랜드 올림픽 평의회의 우두머리가 되고, 1952년 국제 올림픽 위원회 (IOC)에서 아일랜드 대표가 되었다. 1968년 그는 상급 부위원장이 되었고, 1972년 하계 올림픽에 대비하여 뮌헨에서 열린 73차 IOC 총회에서 에이버리 브런디지의 뒤를 이으는 데 6대 위원장으로 선출되었다. 그는 경기가 끝난 후, 그 직위를 차지하였다.
자신의 위원장 재직 동안 올림픽 운동은 어려운 시기를 경험하여 1976년 몬트리올 올림픽의 재정적 실패와 1980년 모스크바 올림픽의 보이콧과 다루었다. 1976년 동계 올림픽을 개최하는 데 예정된 덴버가 물러나고 인스브루크에 의하여 대체되어야 했다. 레이크플래시드와 로스앤젤레스가 경쟁 입찰 없이 기본적으로 1980년 동계 올림픽과 1984년 하계 올림픽을 위하여 선택되었다. 킬라닌 경은 모스크바 올림픽이 겨우 끝난 후에 사임하였고, 후안 안토니오 사마란치에 의하여 대체되었다. 그는 후에 종신 명예 위원장으로 만장 일치에 의하여 뽑혔다.

## 다른 직위들
킬라닌 경은 1961년부터 1984년까지 아일랜드에서 모나코의 명예 영사를 지냈다.
킬라닌 경은 1970년부터 1985년까지 골웨이 레이스코스를 위하여 레이스 위원회의 의장을 지냈다. 골웨이 레이스 위원회를 대표하여 자신의 수락 연설에서 2013년 아일랜드 레이싱에 그 공헌으로 상을 받아들일 때 당시 노턴 회장이 1970년대 초반 레이스 위원회의 의장으로서 킬라닌 경의 임명은 최고의 경마 목적지일 뿐만 아니라 유혹적인 관광객들의 목적지이기도 한 장소에 결과를 가져온 개발의 훈련 운동 설정에 수단이었다고 말하였다. 예민한 경마 열정자인 킬라닌 경은 또한 2개의 행사들과 국내 장애물 사냥 위원회에 아일랜드 경마장 클럽의 급사장을 지내기도 하였다.
자신의 비지니스 생활에서 킬라닌 경은 아이리쉬 셸, 얼스터 은행, 비미쉬 앤드 크로퍼드와 처브 아일랜드를 포함한 많은 회사들의 사장이었다. 그는 아일랜드 내셔널 트러스트의 창립자였고, 자신의 사망까지 국내 기념 자문 위원회의 의장이었다.

## 사망
1999년 4월 25일 84세의 나이에 더블린에서 사망하여 골웨이주 스피덜에 있는 세인트에드나 성당에서 2개국어의 장례 미사가 치루어지고나서 뉴시머터리에 있는 가족 묘지에 안장되었다.

## 서훈
- 1945년 대영 제국 훈장 5등급(MBE, 군(軍)부문: 노르망디 상륙 작전 등에 참전한 공로)